# The Red Shoes
The Red Shoes (Brasil: Os Sapatinhos Vermelhos / Portugal: Os Sapatos Vermelhos) é um filme de drama britânico de 1948 escrito, produzido e dirigido por Michael Powell e Emeric Pressburger. Segue a história de Victoria Page (Moira Shearer), uma aspirante a bailarina que se junta ao mundialmente renomado Ballet Lermontov operado por Boris Lermontov (Anton Walbrook), que testa sua dedicação ao balé fazendo-a escolher entre sua carreira e seu romance com o compositor Julian Craster (Marius Goring). O longa-metragem marcou a estréia cinematográfica de Shearer, uma bailarina consagrada, e também conta com Robert Helpmann, Léonide Massine e Ludmilla Tchérina outros bailarinos renomados no elenco. O enredo é baseado no conto de fadas homônimo de 1845 de Hans Christian Andersen.
The Red Shoes foi inicialmente concebido por Powell e pelo produtor Alexander Korda durante a década de 1930, de quem a dupla comprou os direitos em 1946. Após o lançamento, o longa-metragem recebeu aclamação da crítica, especialmente nos Estados Unidos onde recebeu um total de cinco indicações ao Oscar, incluindo uma vitória de Melhor Trilha Sonora Original e Melhor Direção de Arte. Também ganhou o Globo de Ouro de Melhor Trilha Sonora Original e foi nomeado um dos 10 Melhores Filmes do Ano pelo National Board of Review. Apesar disso, alguns críticos de dança deram críticas desfavoráveis ao filme, pois sentiram que sua sequência central fantástica e impressionista, influenciada pelo cinema expressionista alemão da década de 1920, retratava o balé de maneira irreal. Entretanto, The Red Shoes provou ser um grande sucesso financeiro e foi o primeiro longa-metragem britânico na história a arrecadar mais de US$ 5 milhões em aluguéis de cinema nos Estados Unidos.
Retrospectivamente, The Red Shoes é considerado um dos melhores filmes da parceria de Powell e Pressburger e frequentemente aparece em lista dos maiores filmes de todos os tempos. Foi eleito o nono maior longa-metragem britânico de todos os tempos pelo British Film Institute em 1999. O filme passou por uma extensa restauração digital a partir de 2006 no UCLA Film and Television Archive para corrigir danos significativos aos negativos originais. A versão restaurada foi exibida no Festival de Cinema de Cannes de 2009 e posteriormente lançada em Blu-ray pela The Criterion Collection.

## Enredo
O estudante de música londrino Julian Craster (Marius Goring) assiste a uma apresentação do balé Heart of Fire, interpretado pela eminente companhia itinerante de balé Ballet Lermontov e com trilha sonora de seu professor. Também estão presentes a jovem dançarina Victoria "Vicky" Page (Moira Shearer) e sua tia Lady Neston (Irene Browne). Julian sai furioso após perceber que o professor plagiou suas composições.
Lady Neston organiza uma festa em homenagem ao empresário do Ballet Lermontov, Boris Lermontov (Anton Walbrook). Depois que Vicky diz a Boris que dançar é a coisa mais importante da vida dela, Boris a convida para passar um tempo com seu balé antes da sua partida para Paris. Ele contrata Vicky em tempo integral depois de vê-la dançar o papel principal em O Lago dos Cisnes com o Ballet Rambert no Teatro Mercury. Julian, furioso, escreve uma carta a Boris expondo a má conduta de seu professor. Ele muda de ideia e visita Boris para pegar a carta de volta, mas Boris já a leu e se mostra compreensivo. Boris contrata Julian como répétiteur e assistente do maestro da companhia. Ele logo se impressiona com a ambição artística do rapaz.
Em Paris, a bailarina principal do Ballet Lermontov, Irina Boronskaya (Ludmilla Tchérina), é obrigada a deixar a companhia ao se casar, por política da empresa. Embora a justificativa oficial de Boris seja que o amor distrai da excelência artística, o filme também revela que ele encara a vida emocional de seus colegas de trabalho como uma ofensa pessoal, devido à inveja que sente pela felicidade deles. A companhia segue para Mônaco. Na ausência de Irina, Boris escala Vicky para o papel principal de um novo balé, O Balé dos Sapatos Vermelhos (baseado no conto de fadas de Andersen), e contrata Julian para compor a trilha sonora. No balé, uma bailarina adquire um par de sapatilhas vermelhas que lhe permitem dançar com uma habilidade sobre-humana, mas a um preço: ela nunca poderá parar de dançar até morrer. Durante os ensaios, a ambição e o orgulho de Julian e Vicky os levam a um conflito inicial — para alegria de Boris. No entanto, eles desenvolvem respeito mútuo como artistas.
O Ballet dos Sapatos Vermelhos é um sucesso retumbante. Boris revitaliza o repertório da companhia com Vicky como a primeira bailarina e Julian como o compositor. Enquanto isso, Vicky e Julian se apaixonam. Embora Boris não se sinta romanticamente atraído por ela, ele é emocionalmente possessivo em relação à sua nova estrela. Ele tenta romper o relacionamento dizendo que o trabalho deles está piorando, mas fica implícito que ele está projetando suas próprias inseguranças no relacionamento, já que o seu coreógrafo elogia as composições de Julian. Boris dá ao rapaz um ultimato para terminar com Vicky ou deixar a companhia. Julian e Vicky voltam para Londres juntos e se casam. Boris quebra sua regra de não se casar para recontratar Irina, mas não consegue se livrar mentalmente de Vicky.
Em Londres, as carreiras de Vicky e Julian seguem rumos diferentes. Julian escreve uma ópera que estreará na Royal Opera House, enquanto a carreira de Vicky no balé estagna. Ela viaja de férias para Cannes sem Julian, que está concentrado no trabalho. Boris a encontra lá e a lembra de que é ela quem está fazendo todos os sacrifícios em seu casamento e a convence a "calçar os sapatos vermelhos de novo". Coincidentemente, a noite de estreia da ópera de Julian em Londres coincide com a apresentação de retorno de Vicky em Mônaco. Embora ele deva reger na noite de estreia, Julian parte abruptamente para Mônaco como um grande gesto para Vicky. Em troca, ele insiste que Vicky cancele sua apresentação e deixe Mônaco e Boris imediatamente. Após uma discussão acalorada entre Julian e Boris sobre o valor da arte versus o amor, Vicky, angustiada, decide permanecer no Ballet Lermontov.
Um acompanhante acompanha Vicky até o palco. Ela está usando os sapatos vermelhos do título e parece instável mentalmente. De repente, ela corre e pula na frente de um trem que se aproxima, imitando sua personagem malfadada no balé. Julian tenta salvá-la, mas não consegue. Quando Vicky morre, ela pede a Julian que tire os sapatos vermelhos.
Um Boris abalado anuncia à plateia que "a Srta. Page não poderá dançar esta noite — nem em nenhuma outra noite". A companhia apresenta o Balé dos Sapatinhos Vermelhos com um holofote no espaço vazio onde Vicky estaria.

## Elenco
- Anton Walbrook como Boris Lermontov
- Moira Shearer como Victoria "Vicky" Page
- Marius Goring como Julian Craster
- Robert Helpmann como Ivan Boleslawsky
- Léonide Massine como Grischa Ljubov
- Albert Bassermann como Sergei Ratov
- Ludmilla Tchérina como Irina Boronskaya
- Esmond Knight como Livingstone 'Livy' Montague
- Austin Trevor como Professor Palmer
- Irene Browne como Lady Neston
- Jerry Verno como porteiro do palco
- Jean Short como Terry
- Gordon Littmann como Ike
- Eric Berry como Dimitri
- Yvonne Andre como a mordoma de Vicky

## Análise

### "Arte versus vida"
Um tema central de The Red Shoes é o conflito de um artista entre sua arte e vida pessoal. Comentando sobre esse tema, o próprio Powell afirmou que o filme é "sobre morrer pela arte, que vale a pena morrer por ela". A historiadora de cinema Adrienne McLean, no entanto, observa que o salto final de Victoria para a morte não representa adequadamente essa ideia. Em vez disso, McLean afirma que a protagonista "parece pressionada por aqueles que ama, que preferem possuí-la do que apoiá-la", e que o longa-metragem, em última análise, ilustra o impacto que "personalidades implacáveis" podem ter sobre "os mais fracos ou recatados".
O acadêmico Peter Fraser do Cinema Journal, observa sobre essa tensão entre arte e vida que o filme implode seus próprios "mundos narrativo e lírico [...] a partir do momento do reconhecimento, quando Vicky olha para seus sapatos vermelhos e sabe que ela é então sua persona lírica, seus dois mundos entram em colapso". Ele afirma ainda que a interpenetração do lírico na narrativa "altera o significado da ficção" em si. Essa confusão entre o lírico e a narrativa é representada ao final do enredo, quando Vicky pula nos trilhos do trem; ela está usando os sapatos vermelhos que usava enquanto se preparava em seu camarim, apesar do fato de que na performance sua personagem não os coloca até a metade do balé. Os próprios diretores discutiram essa idiossincrasia e ela tem sido objeto de análise significativa desde então. Powell decidiu que era artisticamente "certo" que Vicky estivesse usando os sapatos vermelhos naquele momento porque, se ela não os estivesse usando, isso eliminaria a ambiguidade sobre o motivo de sua morte.

### O Balé dos Sapatos Vermelhos
Tentamos tornar nossa sequência [de balé] subjetiva e também objetiva. Quando a moça dança, ela se sente um pássaro, uma flor, uma nuvem; quando o holofote a atinge, ela se sente sozinha em uma pequena ilha com ondas quebrando ao redor; a figura do maestro se funde, por sua vez, na forma do empresário, do mágico, do amante e, por fim, em uma figura feita de jornais.

–O diretor de arte Hein Heckroth sobre a sequência estilizada do balé central do filme, 1947

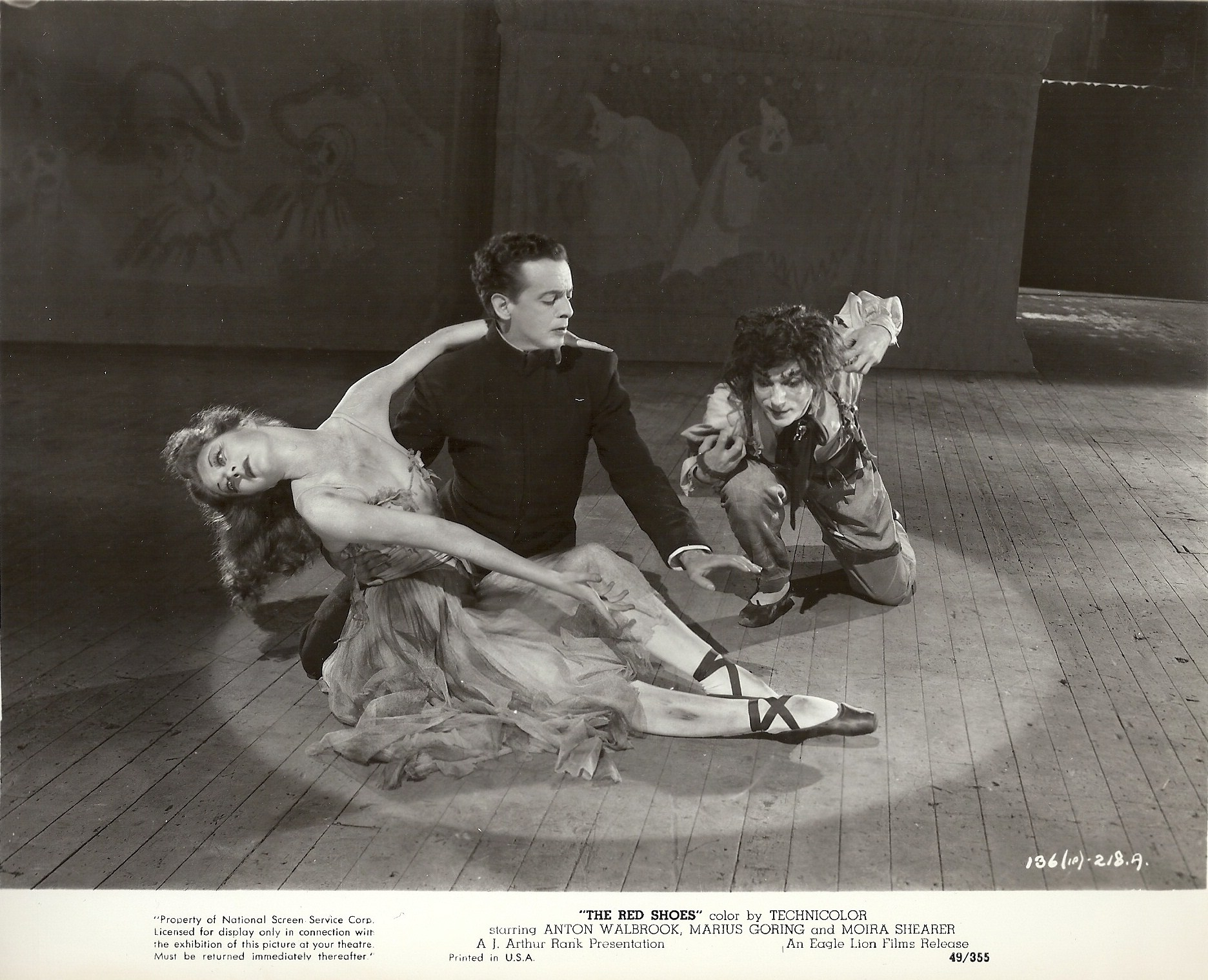
Amostra publicada em revista da sequência do Ballet of the Red Shoes do longa-metragem

The Red Shoes é famoso por apresentar uma cena  de balé com duração de 17 minutos de um balé intitulado The Ballet of the Red Shoes. A sequência usa uma variedade de técnicas cinematográficas para fornecer um "elo impressionista" ao conto de fadas de Hans Christian Andersen no qual ela (e o balé dentro do filme) é baseada, bem como as lutas pessoais enfrentadas pela protagonista, Victoria Page, que está interpretando o papel principal. McLean observa que a dança não apenas duplica a própria história da protagonista, mas também prenuncia seu amor por Julian, o compositor e maestro da orquestra do balé, bem como o ciúme desdenhoso de Lermontov, seu diretor.
Ao longo do balé, metáforas visuais e referências à própria vida de Victoria aparecem na tela, incluindo uma parte em que ela dança com um jornal flutuante que alterna entre a forma de um mero papel e a forma humana do personagem de Helpmann; isso é uma referência a um jornal soprado pelo vento no qual Victoria pisou anteriormente na noite em que descobriu que havia adquirido o protagonismo no balé.
Ao contrário do balé teatral filmado convencional, a sequência de balé em The Red Shoes não é uma tomada contínua e estática, mas, em vez disso, emprega uma variedade de técnicas de edição, close-ups e demais efeitos especiais. À medida que a cena avança, McLean observa que a ação dela "dispara da direita para a esquerda do palco, uma série de vinhetas executadas rapidamente, alternando com cenários decorados de forma espalhafatosa. Então, quando Robert Helpmann, interpretando o amante da garota, é levado para longe por uma multidão, deixando-a sozinha com seus malditos sapatos vermelhos, a ação se inverte [...] para dentro e através do subconsciente da bailarina". Devido à sua natureza dinâmica e ao uso excessivo de técnicas cinematográficas, McLean contesta que a sequência de balé seja uma "experiência cinematográfica maior, ou mais característica, do que qualquer outra cena de outro filme de dança".

### Gênero
A questão do gênero de The Red Shoes tem sido uma preocupação recorrente de críticos e acadêmicos, pois não se encaixa perfeitamente nos limites de um único gênero. Embora as sequências estendidas de balé do filme tenham levado alguns a caracterizá-lo como um musical, McLean observa que os "sinais convencionais que permitiram que elementos de fantasia ocorressem em outros filmes [musicais] estão ausentes em The Red Shoes". Fraser contesta que o longa-metragem não seja emblemático de um musical padrão, pois tem uma resolução trágica e violenta, e que é melhor compreendido como um "protótipo de uma variação genérica" emergindo da tradição das obras cinematográficas musicais.
O crítico do século XXI, Peter Bradshaw identifica elementos de horror no filme, particularmente na sua sequência central de balé surrealista, que ele compara à "superfície espelhada de Lewis Carroll, através do qual o espectador é transportado para um novo mundo de espanto e horror ocultos".

## Produção

### Roteiro
O produtor Alexander Korda idealizou um filme com temática de balé em 1934, cuja proposta teria sido sobre uma cinebiografia sobre Vaslav Nijinsky. O projeto nunca se concretizou, mas em 1937 Korda se viu novamente inspirado a escrever um filme com tema de balé como um veículo para Merle Oberon, sua futura esposa. O produtor junto com o cineasta Michael Powell criou um longa-metragem baseado na vida de Oberon, mas como ela não era uma dançarina profissional, Korda sabia que precisaria usar uma dublê para qualquer sequência de dança. Korda acabou abandonando o projeto, mudando seu foco para The Thief of Bagdad (1940).
Em 1946, Powell e seu parceiro cinematográfico Emeric Pressburger compraram os direitos do roteiro que ele havia co-escrito com Korda por £ 9.000. De acordo com Powell, o roteiro original continha significativamente mais diálogo e menos escopo.
O personagem de Boris Lermontov foi inspirado em parte por Sergei Diaguilev, o empresário que criou os Ballets Russes. Apesar que também haja aspectos sobre ele retirados das personalidades do produtor J. Arthur Rank e até mesmo do diretor do longa-metragem Michael Powell. O episódio particular na vida de Diaghilev que se diz ter inspirado a caracterização é ver Diana Gould de 14 anos, fazendo parceria com Frederick Ashton na estreia de seu primeiro balé, Leda e o Cisne. Com base nisso, o empresário a convidou para se juntar à sua companhia, mas ele morreu antes que esse plano pudesse se concretizar. Michael Powell esclareceu mais tarde que o personagem Boris Lermontov é homossexual.

#### Base
Os Sapatinhos Vermelhos de Hans Christian Andersen conta como o guardião daltônico da órfã Karen que compra para ela um par de sapatos vermelhos inadequados para sua cerimônia de crisma na igreja, mas, quando o erro é descoberto, a proíbe de usá-los entretanto ela desobedece. Um "velho soldado" aleijado na porta da igreja diz a Karen que são sapatos de dança. Mais tarde, ela os usa em um baile e não consegue parar de dançar. Ela dança dia e noite até que um carrasco, a seu pedido, amputa seus pés; os sapatos dançam e os levam embora. Ela passa a viver com a família de um pároco depois disso e morre com a visão de finalmente poder se juntar à congregação dominical. Nesta história, os sapatos representam "seu pecado", a vaidade e os prazeres mundanos que a distraíam de uma vida de generosidade, piedade e sendo comunitário.
O balé tem três personagens: a Menina, o Menino e o Sapateiro. O Menino, interpretado por Robert Helpmann, é inicialmente o namorado da menina; enquanto ela dança, ele se transforma em um esboço em celofane transparente. Mais tarde, ele aparece como a contraparte viva da Imprensa, com "Le Jour" escrito na testa ("O Diário") e um alter ego feito de jornais dobrados, depois como o príncipe em um triunfante Pas de Deux. Finalmente, o Menino aparece como o pároco da aldeia; quando ele desamarra os sapatos vermelhos, a menina morre em seus braços. O Sapateiro (Léonide Massine), é uma figura diabólica muito além do escopo do "velho soldado". Sempre dançando, ele tenta a menina com os sapatos, instala-os com "magia cinematográfica" em seus pés, faz parceria com ela brevemente e geralmente se regozija com sua confusão e desespero. Em certo momento, ele lidera uma multidão de monstros "primitivos" que a cercam, mas eles a elevam em uma pose triunfante de bailarina. No final, o sapateiro recolhe os sapatos descartados e os oferece ao público. No contexto do filme, os sapatos representam a escolha oferecida por Lermontov de se tornar um grande dançarino, em detrimento das relações humanas normais.

### Escolha de Elenco

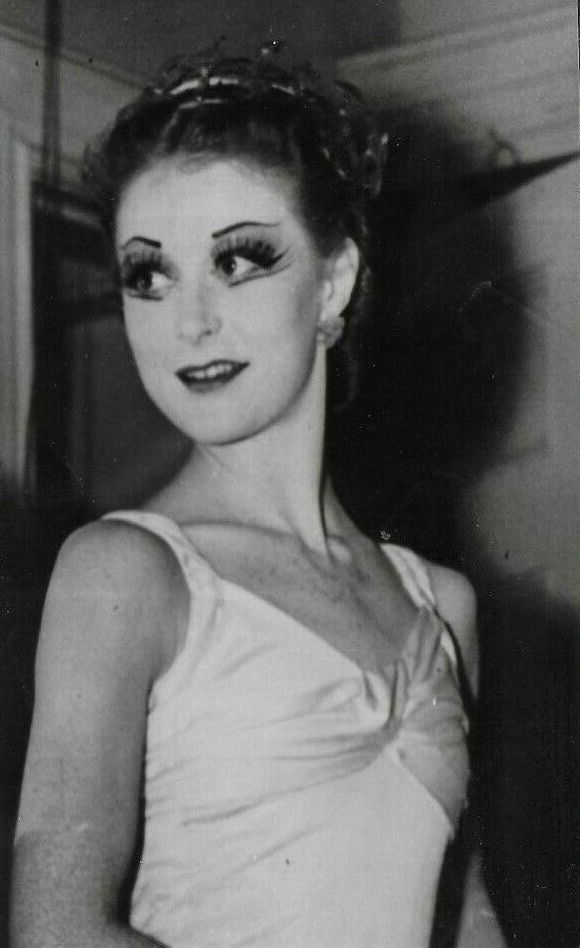
Moira Shearer, uma bailarina profissional, foi escalada para o papel principal

Powell e Pressburger decidiram desde o início que deveriam usar dançarinos que soubessem atuar, ao invés de apenas atores. Para ter uma sensação realismo no longa-metragem, criaram uma companhia de balé em ação e incluíram uma cena sem interrupção da dança de quinze minutos como ponto alto do filme, também fundaram sua própria companhia de balé usando muitos bailarinos do Royal Ballet.
Ao procuram alguém para o papel principal de Victoria Page, os diretores procuraram uma bailarina experiente que também pudesse atuar. A escocesa Moira Shearer foi recomendada por Robert Helpmann, que havia sido escalado para o filme como Ivan Boleslawsky, e também foi nomeado coreógrafo da sequência central do balé; Helpmann havia trabalhado com Shearer antes na produção de seu balé Miracle in the Gorbals. Na época, Shearer estava começando a ascender em sua carreira com a Sadler's Wells Dance Company sob a regência de Ninette de Valois. Após ler o roteiro, a intérprete recusou a oferta, pois sentiu que aceitar um papel no cinema impactaria negativamente sua carreira de dançarina. Ela também sentiu que o roteiro apresentava uma companhia de balé irrealista, "totalmente diferente de qualquer companhia de balé que já existiu em algum lugar". A bailarina também comenta: "The Red Shoes era a última coisa que eu queria fazer. Lutei por um ano para me afastar daquele filme e não consegui me livrar do diretor".
Durante a fase de recusa de Moira Shearer, as americanas Nana Gollner e Edwina Seaver fizeram testes para o papel, mas suas habilidades de atuação se mostraram insatisfatórias para os diretores. Hazel Court e Ann Todd foram brevemente consideradas antes que Shearer mudasse de ideia e decidisse aceitar estrelar o longa-metragem. A artista afirmou que de Ninette de Valois encantou-se com o roteiro, finalmente a aconselhando a aceitar o papel. Powell relatou alternadamente que de Valois foi "mais manipulador" no processo e vacilou em relação a se Shearer teria ou não um lugar na companhia para retornar assim que as filmagens fossem concluídas, o que explica a alegada contemplação prolongada de Shearer sobre aceitar ou não participar da obra.
Para o personagem Julian Craster, o músico por quem Victoria se apaixona, Marius Goring foi escolhido. Embora Goring - na época com cerca de 30 anos - fosse um pouco velho demais para interpretar o papel, Powell e Pressburger ficaram impressionados com seu "tato e abordagem altruísta na sua interpretação". Eles escalaram Anton Walbrook para ser o possessivo diretor de balé de Victoria, Boris Lermontov, por razões semelhantes, pois sentiram que ele era um "ator bem-educado e sensível" que poderia apoiar Shearer em suas cenas emocionais juntos.
Outros bailarinos profissionais que foram escalados para o filme incluíam Léonide Massine (a qual também atuou como coreógrafo por seu papel como sapateiro em O Balé dos Sapatos Vermelhos), retratando a Grischa Ljubov, e Ludmilla Tchérina como a dançarina Irina Boronskaya; esta última foi escalada pelo próprio Powell que ficou cativado por sua beleza não convencional.

### Filmagem
As filmagens de The Red Shoes ocorreram principalmente em Paris começando no mês de junho de 1947. O diretor de fotografia escolhido foi Jack Cardiff a qual colaborou anteriormente com os diretores em Black Narcissus (1947). O cronograma de filmagens durou aproximadamente quinze semanas, com um orçamento de £ 300.000 (equivalente a £ 12,58 milhões ou US$ 15,63 milhões em 2023). As cenas foram gravadas em algumas locações de Londres, Monte Carlo e Côte d'Azur. Enquanto algumas sequências foram filmadas no Pinewood Studios, incluindo as sequências do palco e da orquestra, que eram cenários construídos especificamente para o longa-metragem.

É a maneira como o filme é filmado e editado, o número de close-ups, um manuseio particular das ferramentas da técnica cinematográfica, que cria o drama; o método revela mais do que qualquer coisa inerente ao contexto dramático das cenas.

A crítica Adrienne McLean sobre os feitos técnicos do filme
De acordo com o biógrafo Mark Connelly, as filmagens foram em grande parte copacéticas, com o elenco e a equipe de produção se divertindo nos bastidores. No primeiro dia de filmagem, Powell se dirigiu ao elenco e à equipe: "Faremos coisas que nunca foram feitas antes, teremos que trabalhar muito duro, mas sei que valerá a pena". A encenação da famosa sequência de balé levaram aproximadamente seis semanas, de acordo com Shearer, que lembrou que foi concluída no meio da produção. Powell contestou isso, alegando que foi a última parte da produção a ser finalizada. As cenas balé provaram ser difíceis para os bailarinos experientes, que estavam acostumados a dançar apenas ao vivo, pois o processo de filmagem exigiam que eles passassem horas se preparando para encenar momentos que às vezes duravam só alguns segundos. Shearer lembrou que a sequência do balé era "tão cinematográfica que tínhamos sorte se dançássemos por um minuto".
As filmagens ultrapassaram significativamente o prazo, totalizando vinte e quatro semanas ao invés das quinze planejadas, e o orçamento final disparou para mais de £ 500.000. John Davis, o contador-chefe da The Rank Organisation forçou um corte de £ 10.000 nos salários de Powell e Pressburger devido ao filme ter estourado o orçamento. Como a produção foi estendida muito além do cronograma, Powell e Pressburger prometeram ao elenco e à equipe duas semanas de férias em setembro.

### Coreografia e partitura
A estrela do balé australiano Robert Helpmann coreografou as cenas de dança do longa-metragem e desempenhou o papel de dançarino principal do Ballet Lermontov. Entretanto, Léonide Massine preferiu criar a sua própria coreografia para sua interpretação como o Sapateiro. Brian Easdale compôs a música original para o filme, incluindo o balé completo de The Red Shoes. Porém, apesar dele ter conduzido a maior parte da música do longa-metragem, na sequência do Ballet of the Red Shoes foi orquestrado por Thomas Beecham e recebeu crédito de tela proeminente. A Royal Philharmonic Orchestra de Beecham foi a orquestra apresentada no enredo da famosa sequência de balé. A pianista Hilda Gaunt parceira de longa data de Sadler's Wells e do Royal Ballet, se apresentou como ela mesma.
A trilha sonora de The Red Shoes foi escrita para "se encaixar no design cinematográfico" e concluída de maneira pouco ortodoxa: Easdale compôs a trilha sonora para a sequência central do balé do filme com base em desenhos animados e storyboards aprovados por Helpmann, que foram montados na sequência correta. Um total de 120 desenhos foram fornecidos para ajudar a orientar Easdale na escrita de um acompanhamento musical apropriado. Conforme a filmagem da sequência do balé progredia, os storyboard à mão foram substituídos pelas tomadas correspondentes concluídas. Easdale recebeu o Oscar de Melhor Trilha Sonora Original de 1948, o primeiro compositor do cinema britânico a ser homenageado.

## Lançamento

### Bilheteria
The Red Shoes teve sua estreia em Londres em 22 de julho de 1948 e seu lançamento geral para todo o país em 6 de setembro de 1948. Após seu lançamento inicial no Reino Unido, o longa-metragem teve inicialmente um baixo rendimento, já que a Rank Organisation não podia gastar muito em promoção devido a graves problemas financeiros exacerbados pelas despesas de Caesar and Cleopatra (1945). Além disso, de acordo com Powell, a empresa não entendeu os méritos artísticos da obra, e essa tensão no relacionamento entre os The Archers e a Rank levaram ao fim da parceria entre eles, com a dupla de diretores se mudando para trabalhar com Alexander Korda.
Apesar da falta de publicidade, The Red Shoes se tornou o sexto filme mais popular nas bilheterias britânicas em 1948. De acordo com o Kinematograph Weekly, o 'maior vencedor' nas bilheterias em 1948 na Grã-Bretanha foi The Best Years of Our Lives, rivalizando com Spring in Park Lane sendo o melhor filme britânico e os "vice-campeões" sendo It Always Rains on Sunday, My Brother Jonathan, Road to Rio, Miranda, An Ideal Husband, The Naked City, The Red Shoes, Green Dolphin Street, Forever Amber, Life with Father, The Weaker Sex, Oliver Twist, The Fallen Idol e The Winslow Boy.
O filme estreou nos Estados Unidos no Bijou Theatre da cidade de Nova York em 21 de outubro de 1948, através da distribuidora Eagle-Lion Films. Ao final do ano, arrecadou US$ 2,2 milhões (equivalente a US$ 22,3 milhões em 2023) em aluguéis no país. Ele terminou sua exibição neste cinema em 13 de novembro de 1950, ficando em cartaz por um total de 107 semanas. O sucesso dessa exibição convenceu a Universal Pictures de que o longa-metragem era um produto que valia a pena e eles assumiram a distribuição da obra nos EUA em 1951. The Red Shoes se tornou um dos filmes britânicos de maior bilheteria de todos os tempos, com um recorde de bilheteria de mais de US$ 5 milhões.
De acordo com um relato, as receitas do produtor foram de £ 179.900 no Reino Unido e £ 1.111.400 no exterior. Obtendo um lucro declarado de £ 785.700.

### Resposta crítica

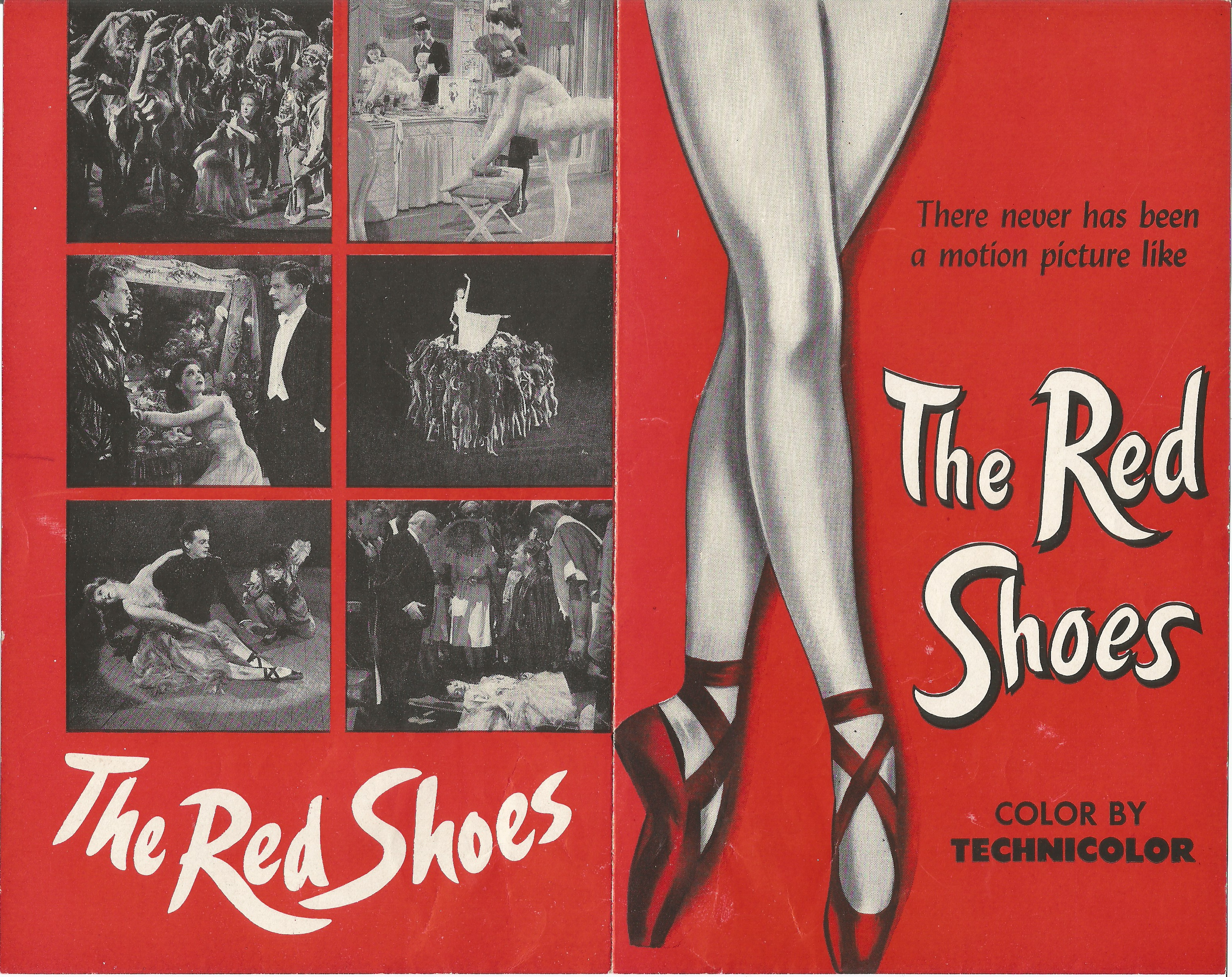
Anúncio promocional do filme

O estudioso de cinema Mark Connelly observa que interpretar a resposta dos críticos daquela época a The Red Shoes é uma "tarefa complicada, pois não há divisões simples entre aqueles que gostaram do filme e aqueles que não gostaram", Connelly conclui que a reação foi notavelmente "complexa e mista". Adrienne McLean afirma de forma semelhante que o longa-metragem recebeu críticas "apenas mistas" de críticos de cinema britânico e balé. Após seu lançamento no Reino Unido, o filme recebeu algumas críticas da imprensa nacional, particularmente dirigidas a Powell e Pressburger pela percepção de que o filme era "indisciplinado e totalmente antibritânico".
Embora o filme tenha tido seus detratores na Grã-Bretanha, foi elogiado por alguns críticos locais, como Dilys Powell, que o consideraram um "prazer extremo" e "brilhantemente experimental". Escrevendo para o The Monthly Film Bulletin, Marion Eames elogiou as atuações de Shearer e Goring, bem como a trilha sonora. O extinto The Daily Film Renter publicou uma crítica controversa, observando que Powell e Pressburger "tropeçaram em uma boa ideia, e seu trabalho opulento treme entre as alturas e as profundezas". Apesar disso, foi eleito o terceiro melhor filme do ano em uma pesquisa de leitores do tablóide Daily Mail, atrás de Spring in Park Lane e Oliver Twist do David Lean. A recepção foi mais favorável nos Estados Unidos, onde The Red Shoes passou a atrair a atenção do público após ser exibido no circuito de cinema de arte do país.
Um ponto principal de discórdia entre os críticos britânicos e americanos foi a percepção de falta de realismo em relação às sequências de balé. O foco dessa crítica foi a performance central de balé de 17 minutos do filme: muitos críticos de dança sentiram que os toques impressionistas da sequência - que incluem alucinações abstratas e manifestações visuais do estado mental de Vicky - prejudicaram os aspectos físicos da dança. A especialista de balé britânico Kathrine Sorley Walker também rejeitou a cena, comentando que ela marcou "um afastamento da ilusão do balé de teatro para os espaços ilimitados e exuberantes que refletem o pensamento da bailarina protagonista". Marion Eames fez críticas semelhantes, condenando os elementos subjetivos da sequência como "corrompendo a integridade do balé", bem como a coreografia. Philip K. Scheuer do Los Angeles Times, no entanto, elogiou a apresentação do balé no filme, considerando-o "o uso mais ambicioso - e provavelmente o mais deslumbrantemente bem-sucedido - do balé tradicional em qualquer filme até hoje".
O site agregador de críticas Rotten Tomatoes o longa-metragem tem 98% de aprovação com base em 66 avaliações da críticas cujo 65 delas são positivas, o consenso dos críticos afirma: "The Red Shoes é um dos filmes mais bonitos de todos os tempos e mistura diversos humores e estilos com uma graça de balé".

### Mídia doméstica e restauração
A empresa americana de mídia doméstica The Criterion Collection lançou The Red Shoes em laserdisc em 1994 e em DVD em 1999.
Os esforços para restaurar The Red Shoes começaram no início dos anos 2000. Com a arrecadação de fundos liderada por Martin Scorsese e sua editora de longa data (e viúva de Powell) Thelma Schoonmaker, Robert Gitt e Barbara Whitehead começaram formalmente a restauração no outono de 2006 no UCLA Film and Television Archive junto com a ajuda da United States Film Foundation. Gitt, o diretor de preservação do UCLA Archive, supervisionou a restauração auxiliando Whitehead na revisão de cada frame do longa-metragem - 192.960 na impressão, 578.880 no negativo tripartite. Os negativos originais sofreram danos extensos, incluindo encolhimento e mofo. Como os danos aos negativos eram tão significativos, a restauração digital era o único método viável de reabilitação do filme. A restauração digital em 4K foi concluída com a ajuda da Prasad Corporation e da Warner Bros. Motion Picture para remover sujeira, arranhões e outros glitches. Métodos digitais também foram usados para remover estalos, estalos e chiados de fundo da trilha sonora óptica original do longa-metragem.
A versão recém-restaurada de The Red Shoes teve sua estreia mundial no Festival de Cannes de 2009. E meses depois, em outubro de 2009, a ITV Films lançou esta remasterização em Blu-ray no Reino Unido. Em 20 de julho de 2010, a The Criterion Collection relançou novamente o filme em seu estado restaurado em DVD e Blu-ray. Analisando o Criterion Blu-ray, que inclui uma demonstração ilustrativa da restauração do filme, Stuart Galbraith do DVD Talk se referiu às comparações "antes e depois" como "chocantes e encorajadoras ao mesmo tempo".
Em 14 de dezembro de 2021, a The Criterion Collection lançou a restauração de 2009 de The Red Shoes em 4K, como parte de sua primeira série de seis filmes de lançamentos em 4K UHD que também incluem: A Hard Day's Night (1964), Menace II Society (1993), The Piano (1993) e Mulholland Drive (2001).

## Principais prêmios e indicações
| Prêmio                       | Categoria                     | Indicado(s)                        | Resultado | Ref.          |
| ---------------------------- | ----------------------------- | ---------------------------------- | --------- | ------------- |
| Academy Awards               | Melhor filme                  | Michael Powell, Emeric Pressburger | Indicado  | [ 75 ] [ 58 ] |
| Academy Awards               | Melhor roteiro original       | Emeric Pressburger                 | Indicado  | [ 75 ] [ 58 ] |
| Academy Awards               | Melhor trilha sonora original | Brian Easdale                      | Venceu    | [ 75 ] [ 58 ] |
| Academy Awards               | Melhor direção de arte        | Hein Heckroth, Arthur Lawson       | Venceu    | [ 75 ] [ 58 ] |
| Academy Awards               | Melhor edição                 | Reginald Mills                     | Indicado  | [ 75 ] [ 58 ] |
| BAFTA Film Awards            | Melhor filme de britânico     | The Red Shoes                      | Indicado  | [ 58 ]        |
| Golden Globe Awards          | Melhor banda                  | Brian Easdale                      | Venceu    | [ 58 ]        |
| National Board of Review     | Top Ten Films                 | The Red Shoes                      | Venceu    | [ 76 ]        |
| Festival de Cinema de Veneza | Grand International Award     | The Red Shoes                      | Indicado  |               |

## Legado
Retrospectivamente, The Red Shoes é considerado um dos melhores filmes da parceria de Powell e Pressburger e em 1999, foi eleito o nono maior filme britânico de todos os tempos pelo British Film Institute. Nos anos seguintes, conquistou o status de filme cult tornando-se o arquétipo de filme de dança e balé. Em 2017, uma pesquisa com 150 atores, diretores, escritores, produtores e críticos na revista Time Out o classificaram como o quinto melhor longa-metragem britânico de todos os tempos. Cineastas como Brian De Palma, Martin Scorsese, Francis Ford Coppola e Steven Spielberg o nomearam um de seus filmes favoritos de todos os tempos e o crítico Roger Ebert o incluiu em sua lista de "Grandes Filmes". A edição de fevereiro de 2020 da New York Magazine lista The Red Shoes como um dos "Melhores Filmes que Perderam o Prêmio de Melhor Filme no Oscar".
The Red Shoes está incluído na compilação dos 1.000 melhores filmes já feitos do The New York Times. Em 2022 na lista da Sight & Sound dos maiores longa-metragem de todos os tempos, o filme ficou em 67° lugar empatado com Metrópolis (1927), Andrei Rublev (1966), La Jetée (1962) e The Gleaners and I (2000).

### Obras inspiradas no filme
Em 1952, o diretor Hasse Ekman produziu Eldfågeln como uma homenagem ao filme. Antes de começar a filmar An American in Paris (1951) o artista Gene Kelly forçou sua equipe de produção a assistir o longa-metragem várias vezes. Vários críticos notaram semelhanças entre The Red Shoes e o filme Cisne Negro (2010) do Darren Aronofsky. No musical da Broadway A Chorus Line (1975) e sua adaptação cinematográfica de 1985 vários personagens comentam sobre o filme como inspiração para sua decisão de se tornarem dançarinos. O longa-metragem foi adaptado por Jule Styne (música) e Marsha Norman (livro e letras) para um musical da Broadway dirigido por Stanley Donen. "The Red Shoes" estreou em 16 de dezembro de 1993 no Teatro Gershwin com Steve Barton interpretando Boris Lermontov, Margaret Illmann como Victoria Page e Hugh Panaro no papel de Julian Craster. A coreografia de Lar Lubovitch recebeu o Prêmio Astaire da TDF, mas o musical foi encerrado após 51 pré-estreias e apenas cinco apresentações. Outra adaptação em formato teatral desta vez em formato de balé veio através de Matthew Bourne e estreou em dezembro de 2016 em Londres. A produção utilizou músicas adaptadas de trilhas sonoras de Bernard Herrmann incluindo temas de The Ghost and Mrs. Muir (1947) e Vertigo (1958), no lugar da trilha sonora vencedora do Oscar de Brian Easdale para o filme de 1948.
A canção "The Red Shoes" do álbum homônimo da artista Kate Bush é fortemente influenciado pelo longa-metragem. Posteriormente, foi reutilizada em The Line, the Cross and the Curve (1993), um filme que faz referência a The Red Shoes, escrito e dirigido pela cantora com Miranda Richardson e Lindsay Kemp no elenco. Em 2013, a cantora e compositora coreana IU lançou o álbum Modern Times, que contou com o single principal "The Red Shoes", cujas letras foram inspiradas no conto de fadas homônimo e seu videoclipe foi uma adaptação do enredo do filme britânico. A sequência em que Anton Walbrook assiste ao espetáculo em seu camarim inspirou diretamente Brian De Palma para a cena do seu filme O Fantasma do Paraíso (1974) onde Swan (Paul Williams) assiste às audições por trás de um espelho.
o Ballet Ireland produziu em 2005 a peça Diaghilev and The Red Shoes, uma homenagem a Sergei Diaguilev que foi o empresário do balé que inaugurou os Ballets Russes, consistindo em trechos de obras que ficaram famosas por aquela companhia seminal. Um trecho da famosa sequência de balé do longa-metragem foi incluído pois Diaguilev foi uma inspiração para o personagem de Lermontov. Em 2022, o premiado curta-metragem Òran na h-Eala explorou vividamente o coração e a mente de Moira Shearer pouco antes e depois de ela concordar em estrelar The Red Shoes. A obra se desenrola em várias sequências oníricas enquanto ela se senta diante do espelho de seu camarim, refletindo sobre as escolhas de sua carreira.
A editora St Martin's Press publicou em 1996 a adaptação em formato de romance do filme escrito pela dupla de diretores de The Red Shoes, Michael Powell e Emeric Pressburger.